# Lijst van voetbalinterlands Italië - Tsjechië
Deze lijst van voetbalinterlands is een overzicht van alle officiële voetbalwedstrijden tussen de nationale teams van Italië en Tsjechië. De landen speelden tot op heden zeven keer tegen elkaar. De eerste ontmoeting, een groepswedstrijd tijdens het Europees kampioenschap voetbal 1996, werd gespeeld in Liverpool (Verenigd Koninkrijk) op 14 juni 1996. Het laatste duel, een vriendschappelijke wedstrijd, vond plaats op 4 juni 2021 in Bologna.

## Wedstrijden
| № | Plaats    | Datum             | Competitie           | Wedstrijd         | Uitslag |
| - | --------- | ----------------- | -------------------- | ----------------- | ------- |
| 1 | Liverpool | 14 juni 1996      | EK 1996              | Tsjechië − Italië | 2 − 1   |
| 2 | Praag     | 18 mei 2002       | Vriendschappelijk    | Tsjechië − Italië | 1 − 0   |
| 3 | Palermo   | 18 februari 2004  | Vriendschappelijk    | Italië − Tsjechië | 2 − 2   |
| 4 | Hamburg   | 22 juni 2006      | WK 2006              | Tsjechië − Italië | 0 − 2   |
| 5 | Praag     | 7 juni 2013       | WK 2014 kwalificatie | Tsjechië − Italië | 0 − 0   |
| 6 | Turijn    | 10 september 2013 | WK 2014 kwalificatie | Italië − Tsjechië | 2 − 1   |
| 7 | Bologna   | 4 juni 2021       | Vriendschappelijk    | Italië − Tsjechië | 4 − 0   |

## Samenvatting
| Competitie        | Totaal gespeeld | Winst Italië | Gelijk | Winst Tsjechië | Doelsaldo Italië – Tsjechië |
| ----------------- | --------------- | ------------ | ------ | -------------- | --------------------------- |
| WK-eindronde      | 1               | 1            | 0      | 0              | 2 − 0                       |
| WK-kwalificatie   | 2               | 1            | 1      | 0              | 2 − 1                       |
| EK-eindronde      | 1               | 0            | 0      | 1              | 1 − 2                       |
| Vriendschappelijk | 3               | 1            | 1      | 1              | 6 − 3                       |
| Totaal            | 7               | 3            | 2      | 2              | 11 − 6                      |

## Details

### Derde ontmoeting
| Vriendschappelijk (Palermo, Italië, 18 februari 2004): |       |                                    |
| Italië | 2 – 2 | Tsjechië                           |
| Christian Vieri 13' Antonio Di Natale 86' | goals | 42' Jiří Štajner 88' Tomáš Rosický |
| - Debuut van Stefano Bettarini, Sergio Volpi (Sampdoria) en Simone Barone (AC Parma) voor Italië. - Debuut van Václav Drobný (RC Strasbourg) en David Rozehnal (Club Brugge) voor Tsjechië. |       |                                    |